# Янеда (миза)

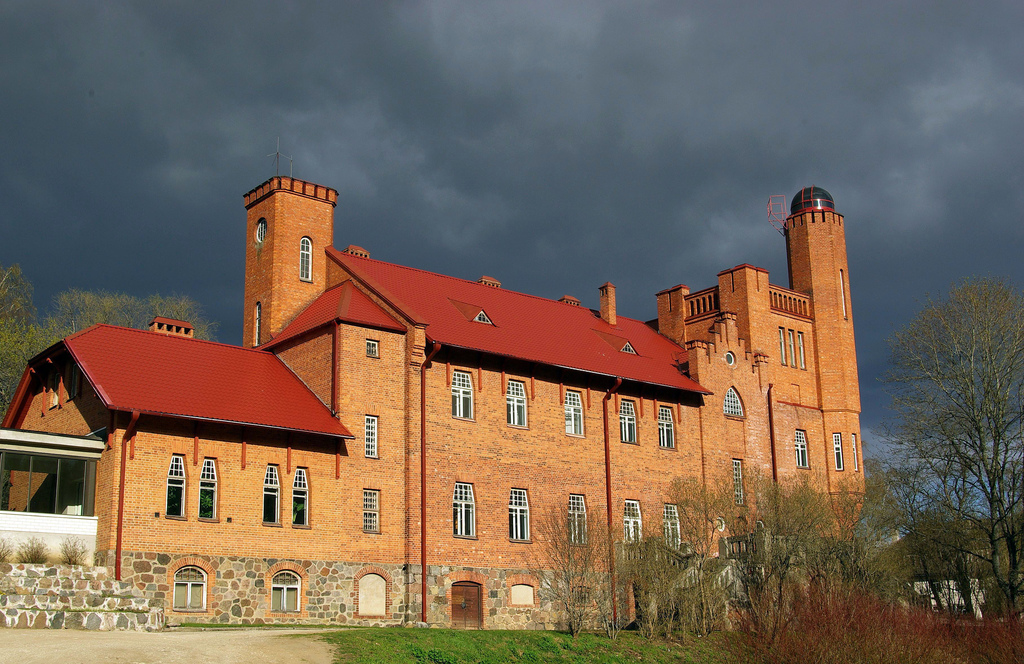

Миза Янеда (ест. Jäneda mõis, нім. Jendel), вперше згадана в 1510 р., з 30-х років XIX ст. до експроприації належала роду фон Бенкендорфів. Представницький панський будинок було споруджено при Гансу фон Бенкендорф в 1915 р. Будинок, що нагадує замок з двома стрункими високими баштами і частими вікнами, схожий на середньовічну фортецю, але, в той же час, має риси стилю модерн і неоготики. Збереглася також низка підручних будівель кінця XIX ст., які мають певну художню цінність (клуня, конюшня, винокурня та ін.), і просторий багатий видами парк, прикрашений водоймами.
В колишньому панському будинку, експроприйованому в 1919 р., з 1921 р. працює сільськогосподарське училище – зараз воно називається «Янедаський навчально-консультаційний центр». В будинку розташовані також музей і музична обсерваторія Урмаса Сисаска, під яку виділено найвищу башту замку. У колишньому маєтку діє конференц-центр, готель ф кафе «Musta Taku Tall» («Стійло чорного жеребця»).